# Centrale nucléaire d'Ågesta
La centrale nucléaire d'Ågesta fut la première centrale nucléaire commerciale suédoise. Elle produisait essentiellement de la chaleur à destination du quartier de Farsta, dans la banlieue sud de Stockholm. Une fraction de l'énergie produite était aussi convertie en électricité. L'installation a fermé en 1974, et le site est aujourd'hui (2011) utilisé comme terrain d'exercice par les sapeurs-pompiers de Stockholm. 

## Histoire
La centrale nucléaire est située à Ågesta, un lieu-dit de la commune de Huddinge au sud de Stockholm. Les installations, partiellement souterraines, ont été dessinées par l'architecte Sture Frölén.
Fruit d'un partenariat entre les entreprises Vattenfall, AB Atomenergi, ASEA et Stockholms Elverk, la centrale était équipée d'un unique réacteur à eau pressurisée utilisant de l'eau lourde comme modérateur. Le combustible était de l'uranium naturel, sous forme de dioxyde d'uranium, renfermé dans une gaine de zircaloy, un alliage de zirconium. Le combustible usagé était conservé à sec dans une enceinte de radioprotection en béton. Le coût total de la construction fut de 200 millions de couronnes, et le réacteur fut en service de 1963 à 1974.
Le réacteur de la centrale d'Ågesta avait à l'origine une puissance de 65 MW, qui fut portée à 80 MW au début de l'année 1970. Cette puissance particulièrement faible s'explique par la politique d'indépendance totale en matière nucléaire poursuivie par la Suède à cette époque, qui conduisit à l'utilisation de matières premières (uranium non enrichi et eau lourde) de production nationale. L'uranium d'importation était en effet frappé d'une interdiction d'utilisation à des fins militaires, alors même que la Suède envisageait d'utiliser le combustible usagé pour la production de plutonium, et la construction d'une future bombe atomique.
La centrale d'Ågesta ferma ses portes le 2 juin 1974, en raison de sa faible rentabilité, et de l'impossibilité de s'adapter aux nouvelles normes de sécurité édictées en Suède au début des années 1970. Après sa fermeture, elle fut gardée en réserve, et l'installation est donc en principe toujours intacte. Le réseau d'eau fut par contre vidé, l'eau lourde vendue au Canada, et le combustible transféré au Clab, un centre de stockage situé près d'Oskarshamn. Deux des générateurs de vapeur furent démontés au milieu des années 1990, et après leur décontamination par Studsvik Radwaste à Nyköping, ils furent fondus et revendus comme acier recyclé.
Depuis 1980, les sapeurs-pompiers de Stockholm utilisent la centrale comme site d'entrainement et de stockage de matériel.

## Centrales nucléaires apparentées
Les installations nucléaires de taille modeste, optimisant l'utilisation du combustible en produisant, en plus de l'électricité, de la chaleur à destination d'une localité proche n'ont pas connu un grand succès. Certains réacteurs de la centrale nucléaire de Greifswald, située à Lubmin en Allemagne de l'Est, approvisionnaient aussi la ville de Greifswald en chaleur, jusqu'à l'arrêt de la centrale en 1990. La centrale de Bilibino en Sibérie orientale est aujourd'hui (2013) la seule centrale de ce type encore en activité.

## Galerie

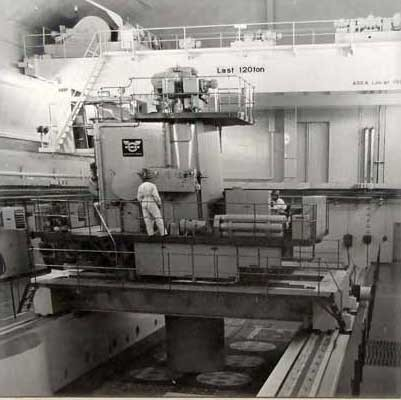
Le réacteur R3 de la centrale d'Ågesta dans les années 1960.
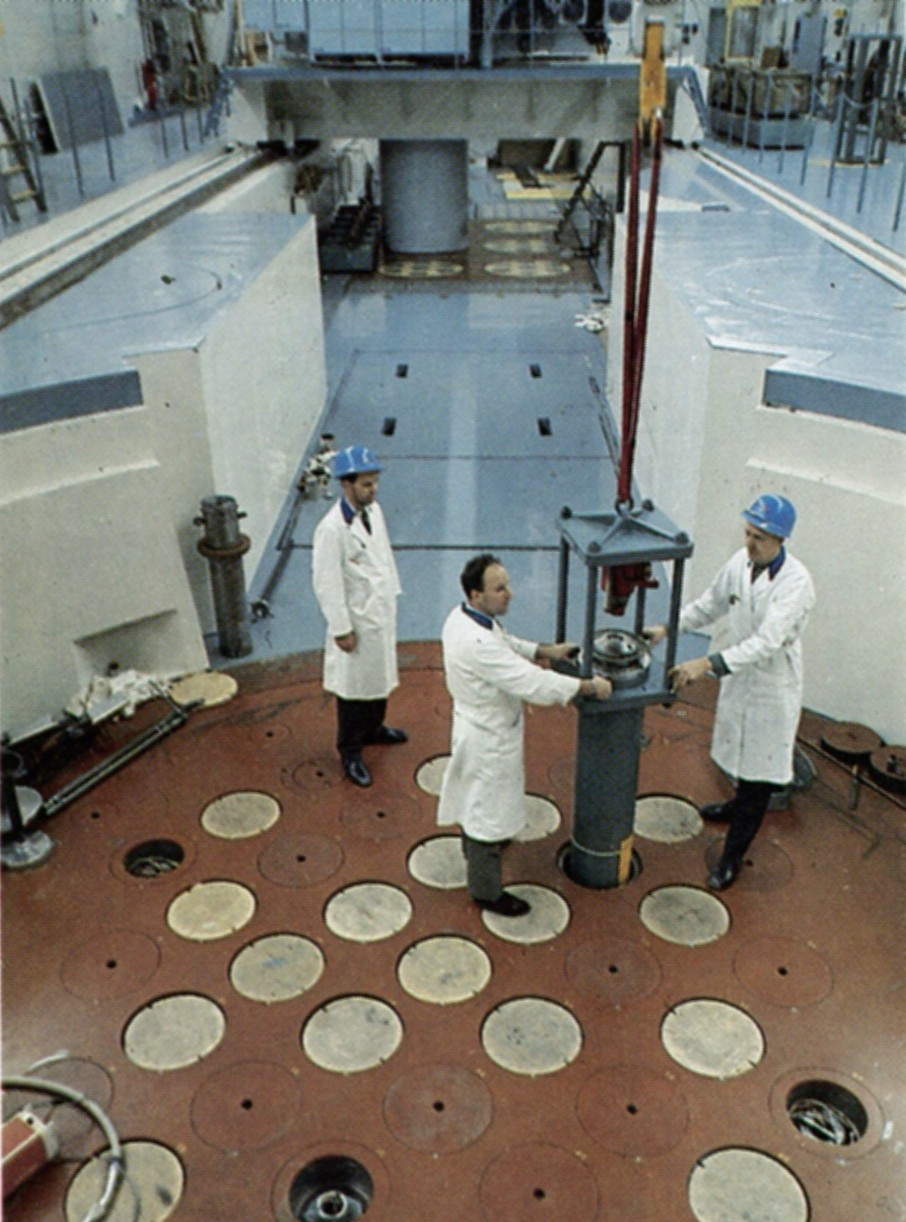
L'enceinte du réacteur dans les années 1960.
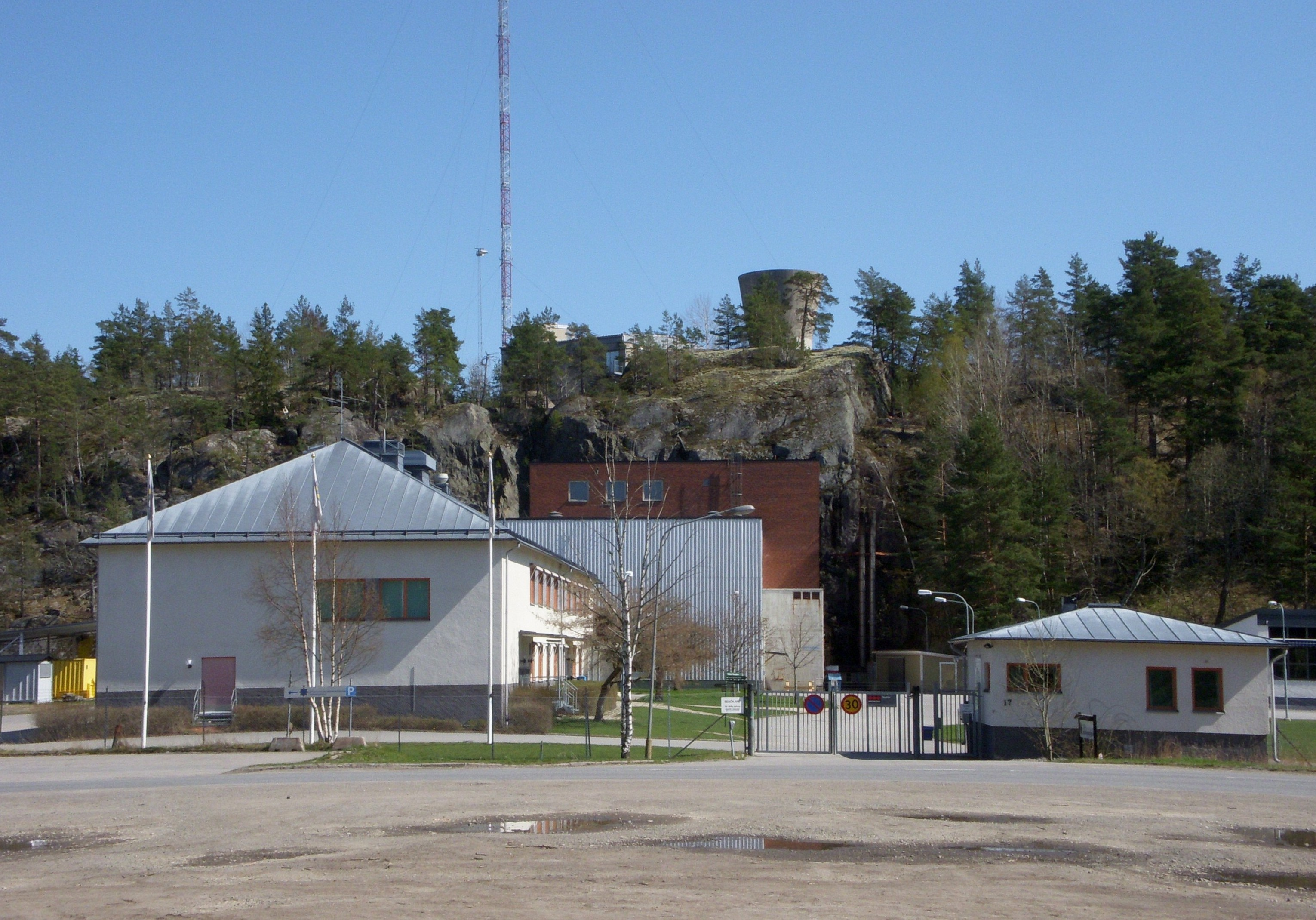
Le site en mai 2012. On aperçoit à l'arrière-plan l'une des tours de refroidissement.
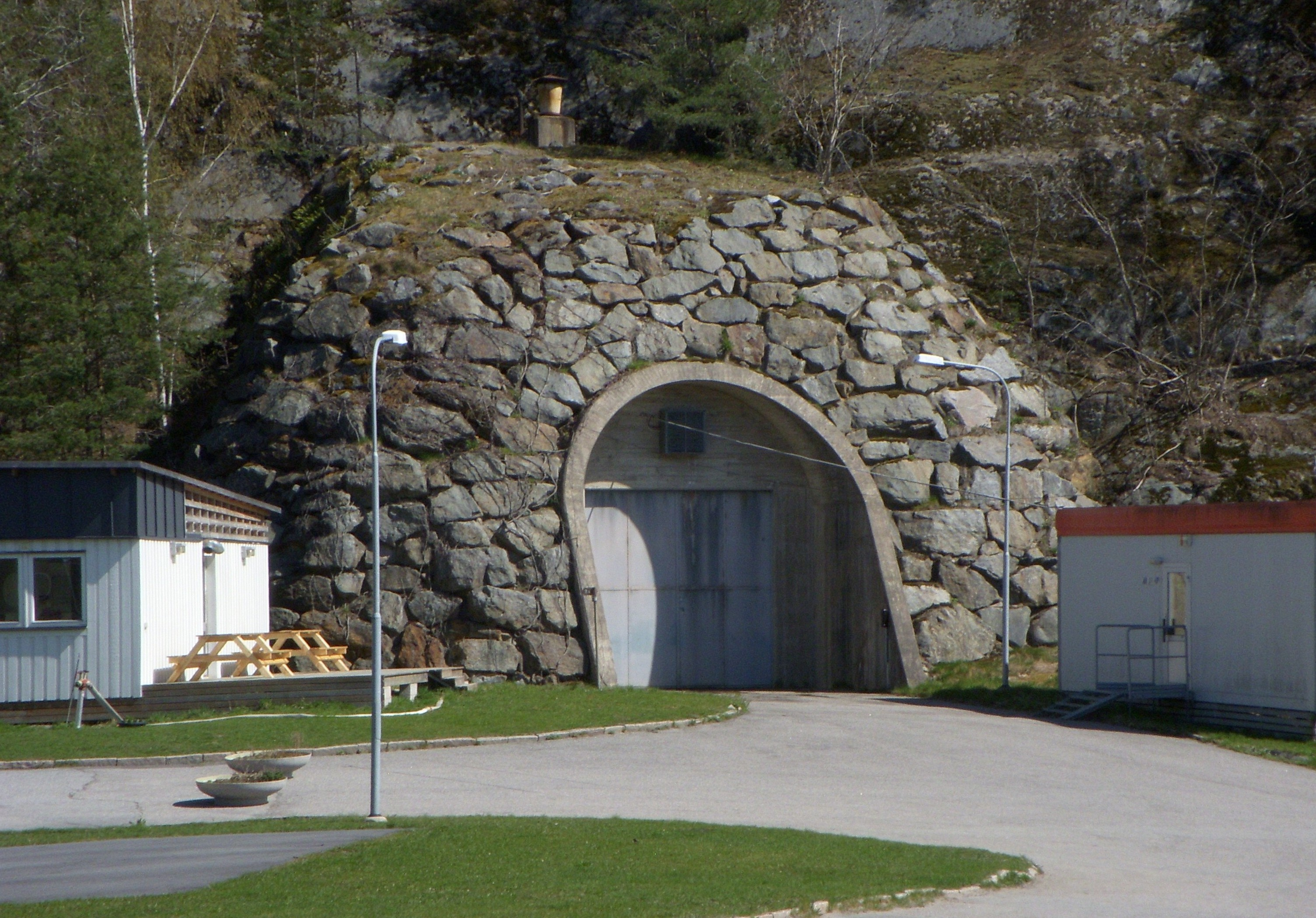
Le tunnel menant à l'installation souterraine.